# Vigilância tecnológica
A vigilância tecnológica é um processo organizado, selectivo e permanente, de captar informação do exterior e da própria organização sobre ciência e tecnologia, seleccionar, analisar, disseminar e comunicar, para convertê-la em conhecimento para tomar decisões com menor risco e poder antecipar-se às mudanças. 
Esta é uma definição formal, segundo o texto da norma UNE 166006:2011 Gestão da I+D+i (Sistema de Vigilância Tecnológica).

## Em que consiste a Vigilância Tecnológica
É um processo sistémico e permanente de pesquisa, captação, colecta, análise e difusão de informação pública estratégica no meio da organização bem como do rastreamento e análise do meio dos competidores. Vigilância Tecnológica, também chamada Inteligência Tecnológica ou Inteligência Competitiva Tecnológica é uma prática empresarial porque reúne várias técnicas e modelos analíticos. O motor de pesquisa da plataforma pode ser automatizado e consiste numa ferramenta de rastreamento e minado de informação digital. Ver VT.
A Vigilância Tecnológica engloba todo o tipo de documentação que possa servir para a análise e reflexão sobre estratégias de gestão empresarial. Informação que engloba desde: 
- Feiras e Eventos
- Informação de Competidores
- Notícias sobre o sector de actividade da organização
- Opiniões sobre o sector de actividade (experientes, utentes)
- Publicações de interesse (normativas, patentes, boletins)
- Artigos científicos, informação de patentes

## Por que se faz necessária a Vigilância Tecnológica
Num meio global em constante mudança no qual as concorrências e o contínuo processo de inovação fazem parte do acontecer das organizações, faz-se necessário para a sobrevivência conhecer todas as actuações e alertas que acontecem no sector de actividade das entidades.
Os processos de vigilância (conhecer o meio próprio e competidor, boletins, normativas, patentes) têm existido sempre dentro das estruturas organizacionais, mas actualmente o meio global de:
- Mudanças rápidas e aceleradas
- A sobre-informação pelo grande impacto das TIC
- Pesquisa contínua de estratégias para a Inovação como chave do futuro

Faz necessário a adopção de ferramentas especializadas na captura e estrutura documentaria de informação relevante para as organizações.

## Objectivos e utilidade da Vigilância Tecnológica
O processamento da informação permite entender melhor o meio e reflexionar a respeito da direcção das estratégias organizacionais. Entre as ajudas que a Vigilância Tecnológica pode reportar às organizações estão:
- Conhecer mudanças das tecnologias e mudanças nos mercados próximos ao nosso meio.
- Redução de riscos de tomada de decisões, ao conhecer melhor onde nos vamos a posicionar com as nossas estratégias.
- Conhecer para onde avançar, conhecer as novas necessidades dos nossos clientes.
- Levar os esforços organizacionais para novos terrenos e tendências chave do avanço em todos os aspectos organizativos, inovar em processos produtivos, produtos, capital humano...
- Conhecer a concorrência, procura de alianças com novos sócios ou assessoramento de experientes.

Todo este processo de captura de informação bem analisada converte-se em conhecimento para a empresa e o seu aproveitamento dentro da organização, numa prática conhecida como Inteligência Competitiva, que consiste em analisar os factores que influem na competitividade da empresa com o objectivo de gerar estratégias competitivas e actuar com sucesso nos processos de geração de Inovação no meio global da Inteligência Empresarial
O sistema de vigilância tecnológica é uma ferramenta de carácter colaborativo. É necessário o acesso de todos os membros à plataforma para introduzir informação que pode resultar de interesse organizacional, bem como para consulta de documentos. Tendo em conta o estabelecimento de alguns filtros de acesso a informação que serão delimitados pelo principal encarregado da organização, esta acção colaborativa pode derivar numa estratégia de gestão do conhecimento criando sentimentos de coesão e pertence dos membros da organização que sentir-se-ão actores das estratégias de gestão da empresa.

## Conceitos Úteis em Vigilância Tecnológica
Não existe um único tipo de vigilância. São numerosos os autores que têm contribuído ao debate definições de vigilância, propostas de modelos de gestão, instrumentos e experiências; construindo um amplo marco teórico da disciplina. A plataforma do OVTT contribui a definição de conceitos úteis como:
- Vigilância estratégica
- Vigilância activa ou monitoring
- Vigilância passiva ou scanning
- Inteligência competitiva
- Previsão tecnológica
- Factores críticos de vigilância (FCV)
- Gestão informação
- Prospectiva tecnológica

Vigilância tecnológica: conceitos, métodos e instrumentos para sua prática. 
MOOC VT 1: Introdução à vigilância tecnológica para empreender em rede.
MOOC VT 2: Vigilância tecnológica: ferramentas e estratégias para inovar.